# 榕城区
榕城区（ようじょうく）は中華人民共和国広東省掲陽市に位置する市轄区。

## 歴史
1140年（紹興10年）、南宋により掲陽県が設置された。1991年に掲陽市が設立された際、旧掲陽県が市轄区の榕城区に改編された。

## 行政区画
下部に14街道、3鎮を管轄する
- 街道
  - 榕華街道、新興街道、中山街道、西馬街道、東興街道、榕東街道、仙橋街道、梅雲街道、東升街道、東陽街道、漁湖街道、渓南街道、鳳美街道、京岡街道
- 鎮
  - 炮台鎮、地都鎮、登崗鎮

## 交通

### 航空
- 掲陽潮汕空港

### 鉄道
- 中国国家鉄路集団
  - 広梅汕線
    - 掲陽南駅

### 道路
- 高速道路
  -  汕昆高速道路
  -  甬莞高速道路（中国語版）
  -  掲恵高速道路（中国語版）
- 国道
  - G206国道（中国語版）
  - G324国道